# Torre de Hércules
La Torre de Hércules es una torre y faro situado sobre una colina de la ciudad de La Coruña, en Galicia (España). Su altura total es de 55 metros. Data de finales del siglo I y principios del siglo II. Tiene el privilegio de ser el único faro romano y el más antiguo en funcionamiento del mundo. Es el tercer faro en altura de España, por detrás del faro de Chipiona (62 m s. n. m.) y del faro de Maspalomas (60 m s. n. m.). El 27 de junio de 2009 fue declarado Patrimonio de la Humanidad por la Unesco. Hasta el siglo XX recibía el nombre de Faro de Brigantia, o en latín Farum Brigantium.

## Datos geográficos
- Localización: 43°23′09″N 8°24′23″O.
- Altura: 58 metros (39 metros corresponden a la construcción romana y 14 a la restauración del siglo XVIII)[1]
- Altitud sobre el nivel del mar: 111 metros.
- Escalones: 239.
- Alcance: 26 millas.
- Destellos: grupo de 4 cada 20 segundos.

## Mitología y leyendas

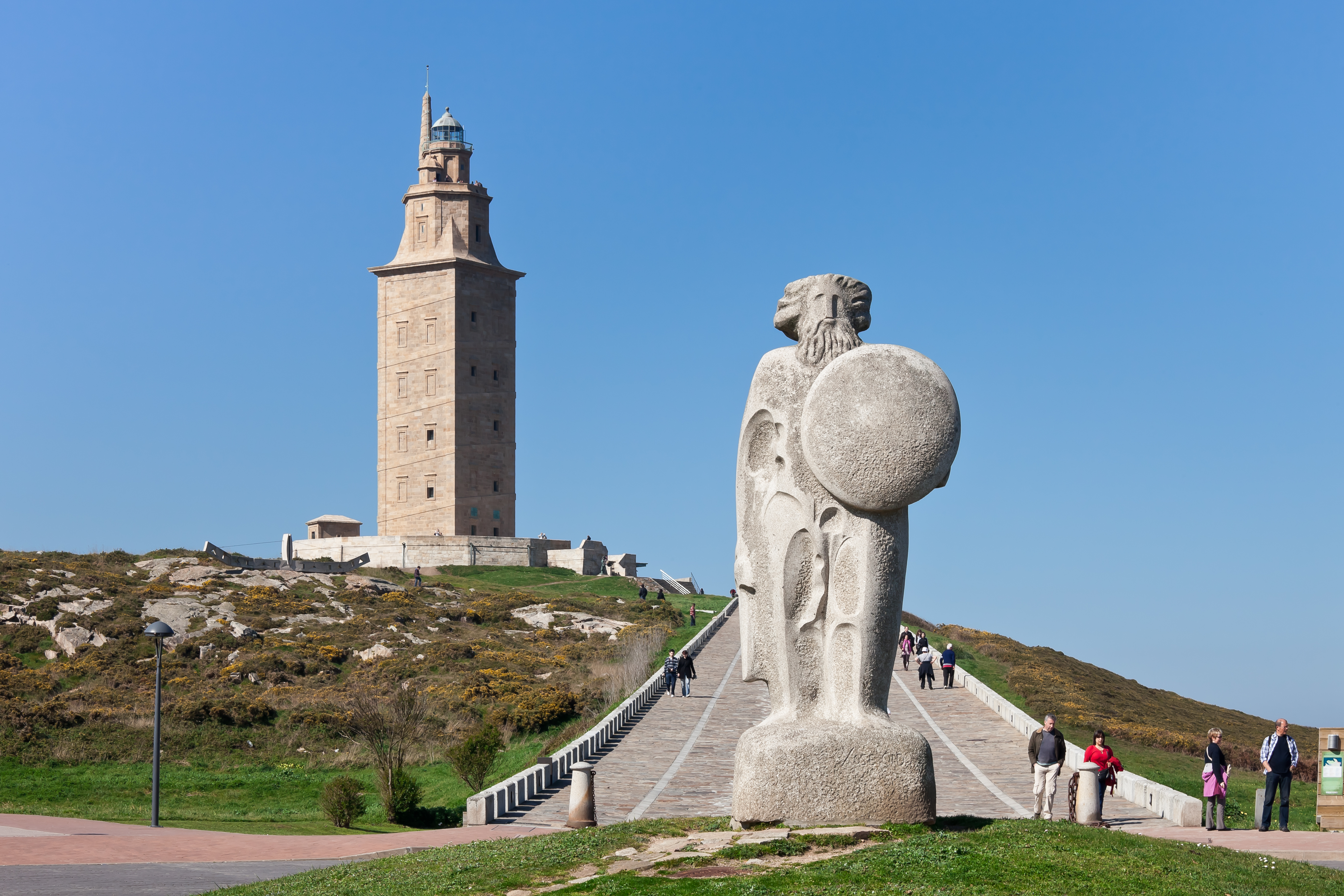
La Torre de Hércules junto a la estatua de Breogán, padre racial del pueblo galaico

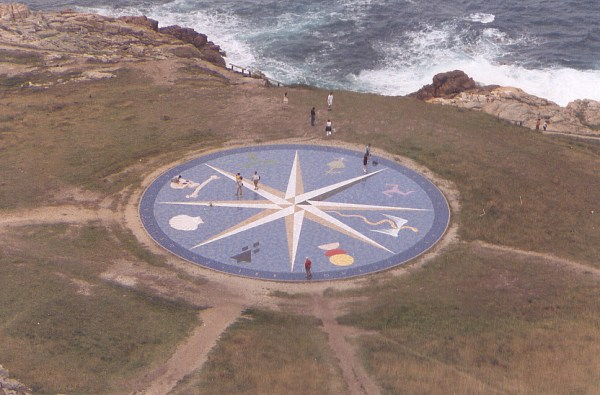
La Rosa de los Vientos de Correa Corredoira (1994) incluye en sus motivos por un lado los países celtas y por otro Tarsis, la patria de origen de Gerión

Hay varias leyendas relacionadas con la construcción de la torre de Hércules. Una de ellas cuenta que Hércules llegó en barca a las costas que rodean actualmente la Torre, y que fue precisamente allí el lugar donde enterró la cabeza del gigante Gerión, después de vencerlo en combate. Esta leyenda representa la continuidad del legado romano de Hércules sobre el legado tartésico-fenicio de Gerión.
Asimismo, historiadores[¿quién?] identificaron la torre como el lugar donde pudo haber estado situada la Torre de Breogán,[cita requerida] una torre mitológica que aparece entre otros en el ciclo mitológico irlandés (más concretamente en el Leabhar Ghabhála Érenn, escrito alrededor del s. I d. C.), y desde la que Ith, hijo de Breogán, habría avistado las costas de Irlanda. Esta sospecha viene acrecentada por el topónimo Brigantium, que es altamente posible que derive de Breogán,[cita requerida] y tiene sustento en la tradición de los romanos a la hora de identificar a sus propios dioses o héroes, en este caso Hércules, con los autóctonos.[cita requerida]
La mitología dice que «hubo un gigante llamado Gerión, rey de Brigantium, que obligaba a sus súbditos a entregarle la mitad de sus bienes, incluyendo sus hijos. Un día los súbditos decidieron pedir ayuda a Hércules, que retó a Gerión en una gran pelea. Hércules derrotó a Gerión, lo enterró y levantó un túmulo que coronó con una gran antorcha. Cerca de este túmulo fundó una ciudad. No obstante esta historia data de finales del siglo XIII de una crónica general recurrida de la mitología mediterránea para elaborar una historia del faro de Brigantia. El mito coge al héroe romano Hércules, Dice el mito castellano que esa gente fue traída de Galatia, en Anatolia, y que por eso fue llamada aquella tierra Galizia. Esta leyenda inspirada en la mitología mediterránea será promocionada durante los siglos XIX y XX,[cita requerida] cuando el faro de Brigantium es rebautizado con el nombre de «Torre de Hércules» cambiando a Breogan por Hércules, como la primera persona que llegó fue una mujer llamada Cruña (o Crunia), Hércules puso a la ciudad este nombre», versión que aparece en la Estoria de España.

## Historia

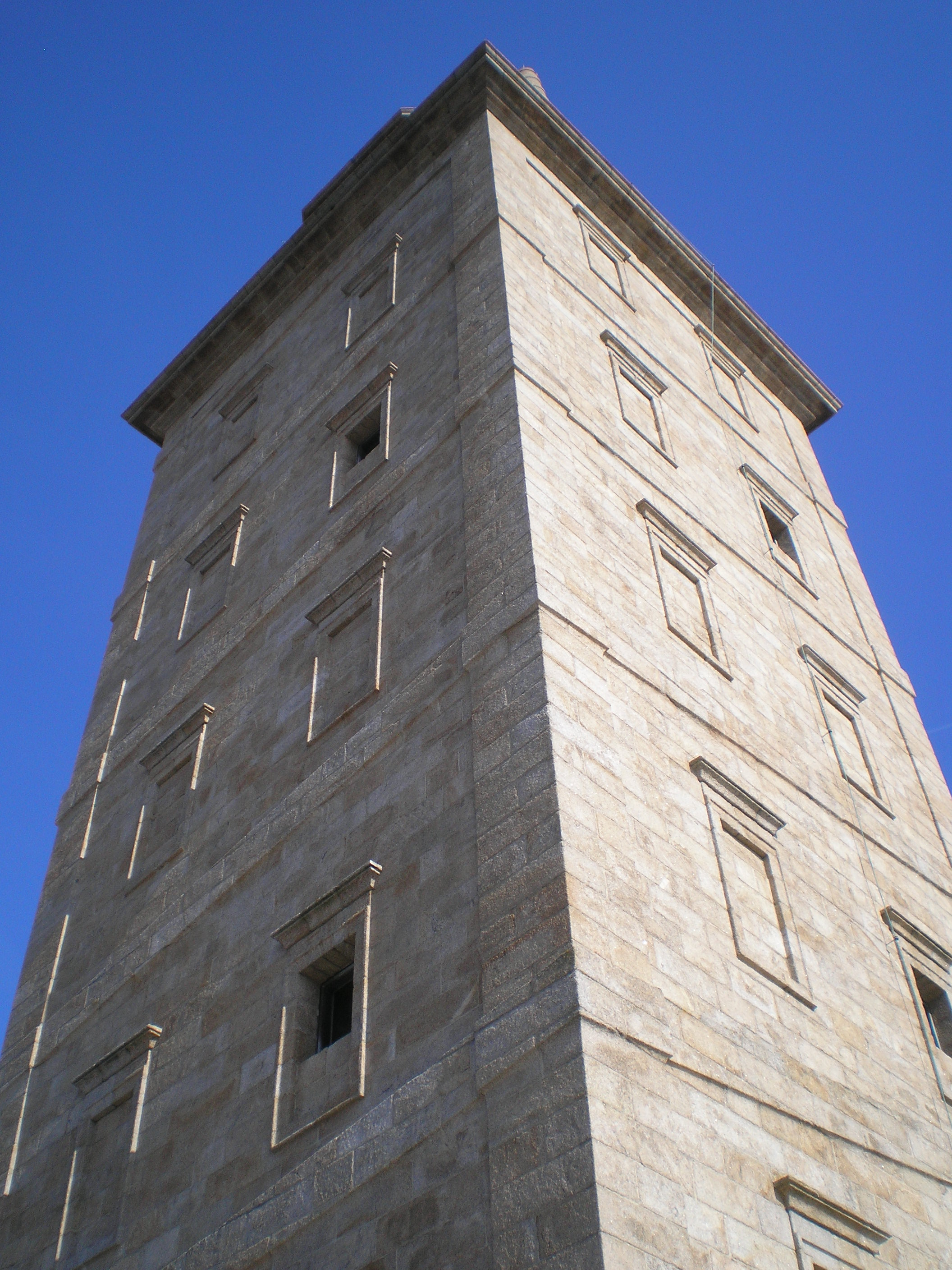
Vista desde abajo

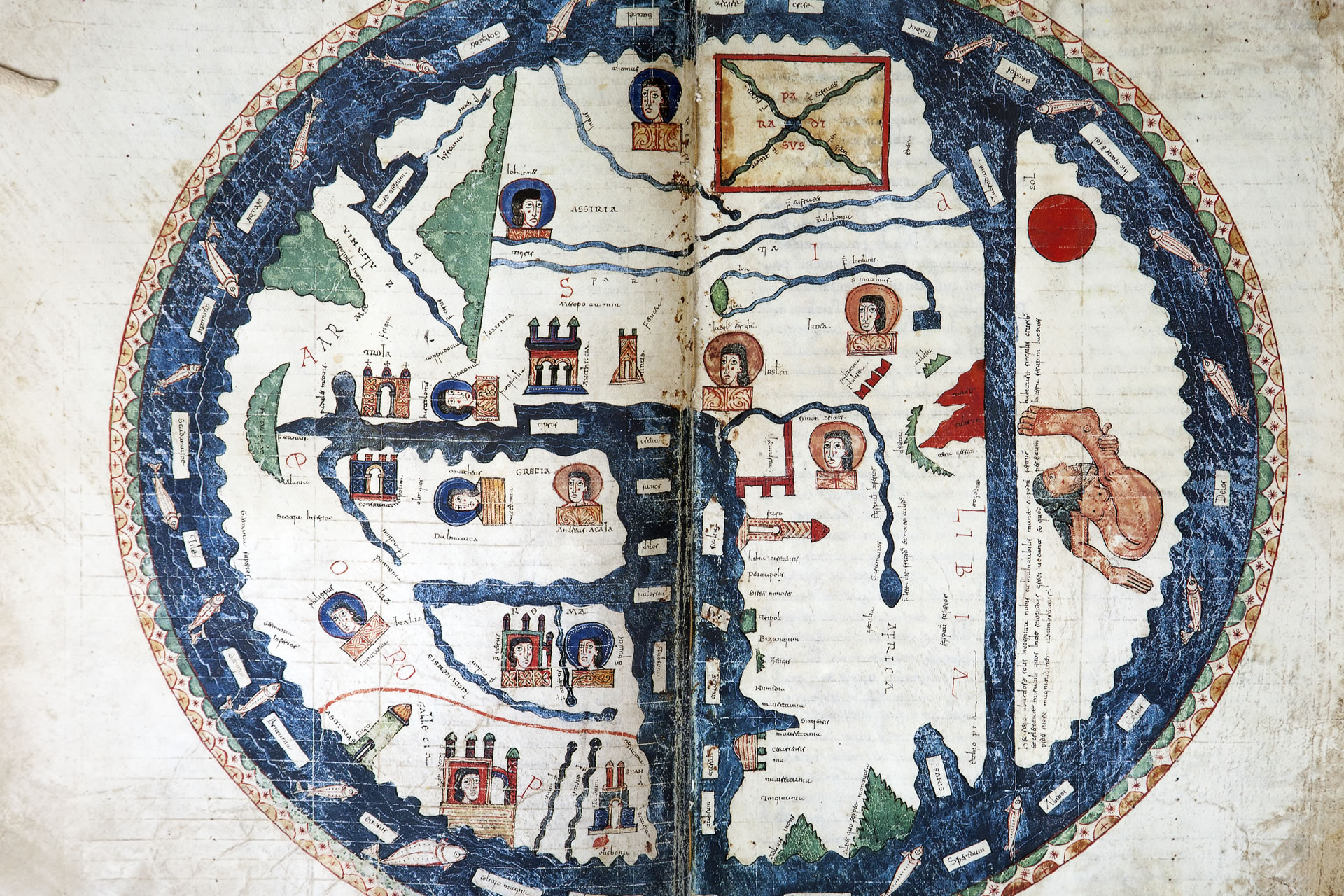
La Torre de Hércules en el mapamundi del Beato de Osma

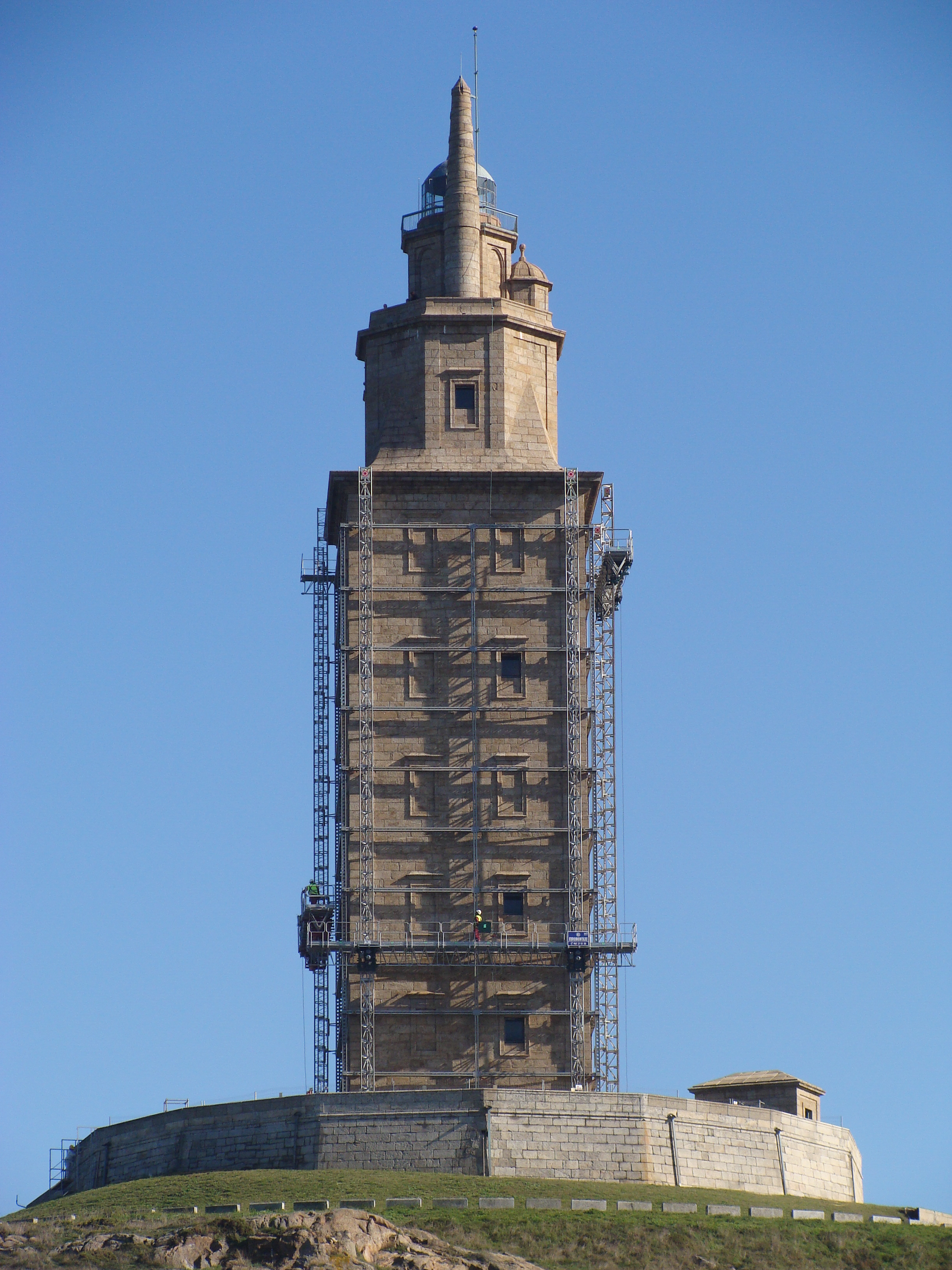
Torre de Hércules en su restauración

El origen de la torre es desconocido, aunque fue reedificada por los romanos en el s. I d. C. La Torre de Hércules fue construida como faro de navegación y comprendida la construcción entre los reinados de Nerón y Vespasiano en función de los hallazgos de fragmentos de terra sigillata y vasos de paredes finas datables entre los años 40 y 80 de nuestra era[cita requerida]. La inscripción al pie de la torre y las referencias documentales sobre la ciudad de Brigantium (La Coruña) revelan la existencia de un faro de la época de Trajano. En su base se encontró una piedra votiva con la inscripción en latín MARTI AVG.SACR C.SEVIVS LVPVS ARCHTECTVS ÆMINIENSIS LVSITANVS.EX.VO, lo que ha permitido identificar al arquitecto autor de la misma como Cayo Sevio Lupo, originario de Aeminium, hoy Coímbra, en Portugal.
La mención más antigua a la Torre se encuentra en el Historiæ adversvm Paganos de Paulo Orosio, escrito hacia el 415-417 d. C., que dice: Secvndvs angvlvs circivm intendit, ubi Brigantia Gallæciæ civitas sita altissimvm farvm et inter pavca memorandi operis ad specvlam Britanniæ erigit («En el segundo ángulo del curso [de circunnavegación de Hispania], donde se sitúa la ciudad galaica de Brigantia, se yergue un faro altísimo, una de las pocas obras dignas de recuerdo en la ruta hacia Britania»). Una de las representaciones más antiguas conocidas es la del mapamundi del Beato del Burgo de Osma, del año 1086.
La torre perdió, posiblemente, su uso marítimo durante la Edad Media al convertirse en fortificación. En el siglo XVII (1682) el duque de Uceda encargó la restauración arquitectónica al arquitecto Amaro Antune, que construyó una escalera de madera que atravesaba las bóvedas hasta la parte superior, donde se sitúan dos pequeñas torres para soportar los fanales. En el reinado de Carlos III se realizó la reconstrucción completa. La obra neoclásica se terminó en 1791 bajo la dirección de Eustaquio Giannini.
La torre era, antes de comenzar la reforma, un cuerpo prismático con base cuadrada; en el exterior presentaba un muro de piedra con dos puertas en la parte baja y ventanas asimétricas que la recorrían hasta el piso superior, y una mordiente helicoidal que llegaba hasta la parte superior. En su interior conservaba la vieja estructura romana, pero con escaleras de madera que pertenecían a la restauración de edificio, armonizándola en su decoración con marcos superiores de puertas y ventanas.
La fachada actual de la torre es el fruto de la remodelación neoclásica del siglo XVIII. En el año 2007, fue elegida candidata para engrosar la lista de bienes culturales Patrimonio de la Humanidad. El 9 de septiembre de 2008 se hermanó con la Estatua de la Libertad de Nueva York y el día 25 de ese mismo mes con el Faro del Morro de La Habana, el más antiguo de América y uno de los emblemas de Cuba.

## Parque Escultórico
El Parque Escultórico de la Torre de Hércules es un museo al aire libre que, en su recorrido, se pueden contemplar más de 15 obras de importantes artistas del siglo XX tales como Francisco Leiro o Manolo Paz en un gran espacio natural.

## Patrimonio de la Humanidad
La Torre de Hércules fue declarada por la Unesco Patrimonio de la Humanidad el día 27 de junio de 2009 en la ciudad de Sevilla. La candidatura a obtener esta distinción recibió un amplio apoyo popular e institucional. La noticia fue acogida con alegría entre todos los coruñeses concentrados en la plaza de María Pita y alrededor de la propia torre, quienes aguardaron durante horas la designación.

## Galería de imágenes

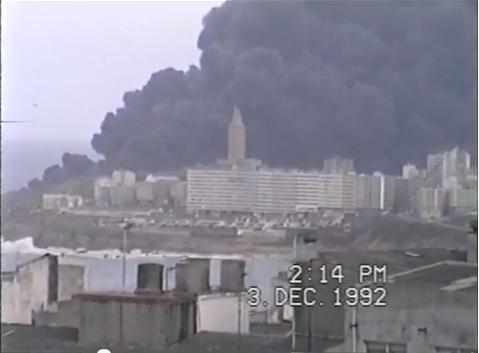
El petrolero Aegean Sea ardiendo detrás de la Torre de Hércules en 1992.
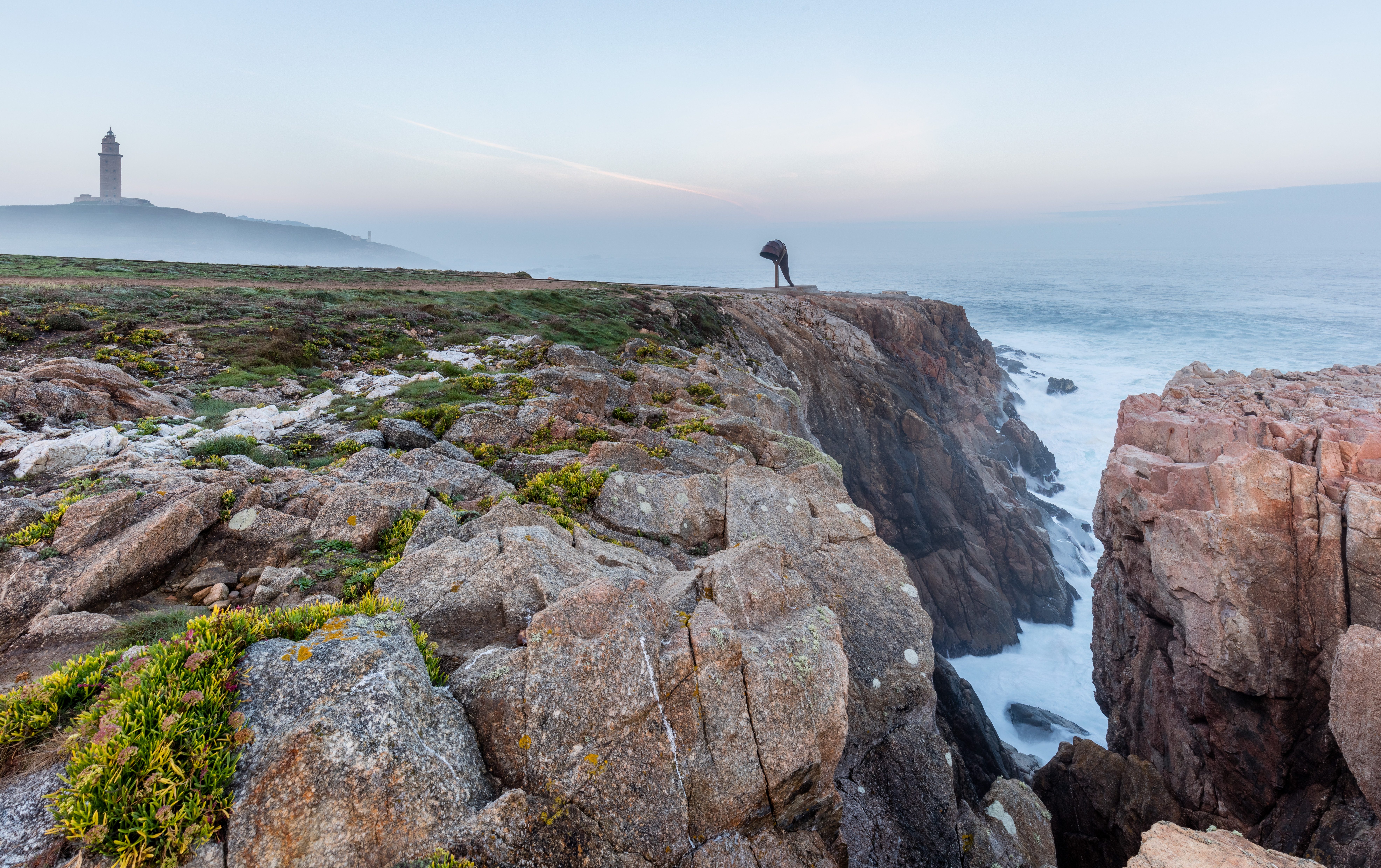
Caracola y Torre de Hércules.
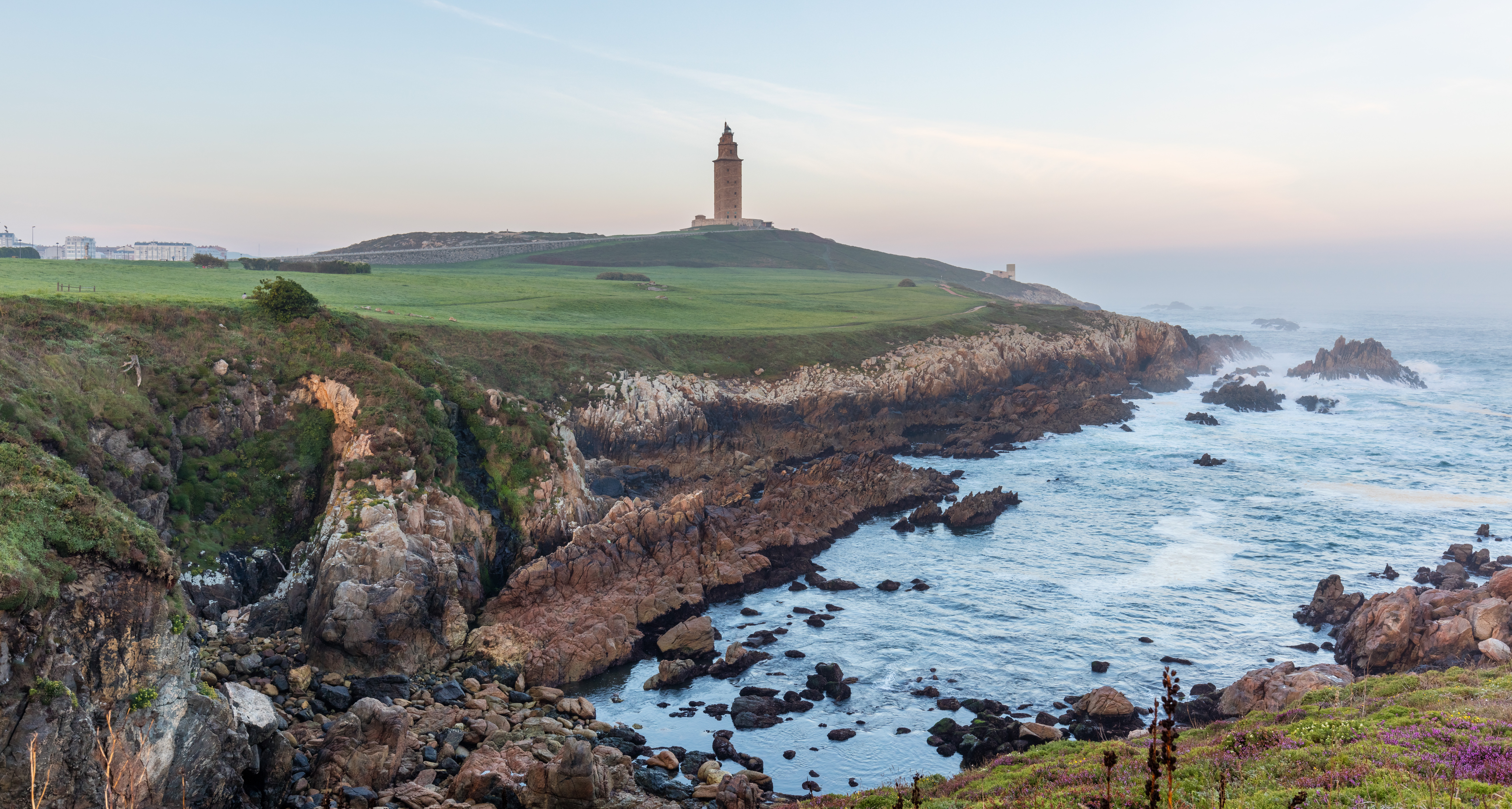
Vista de la torre desde el Campo de la Rata.
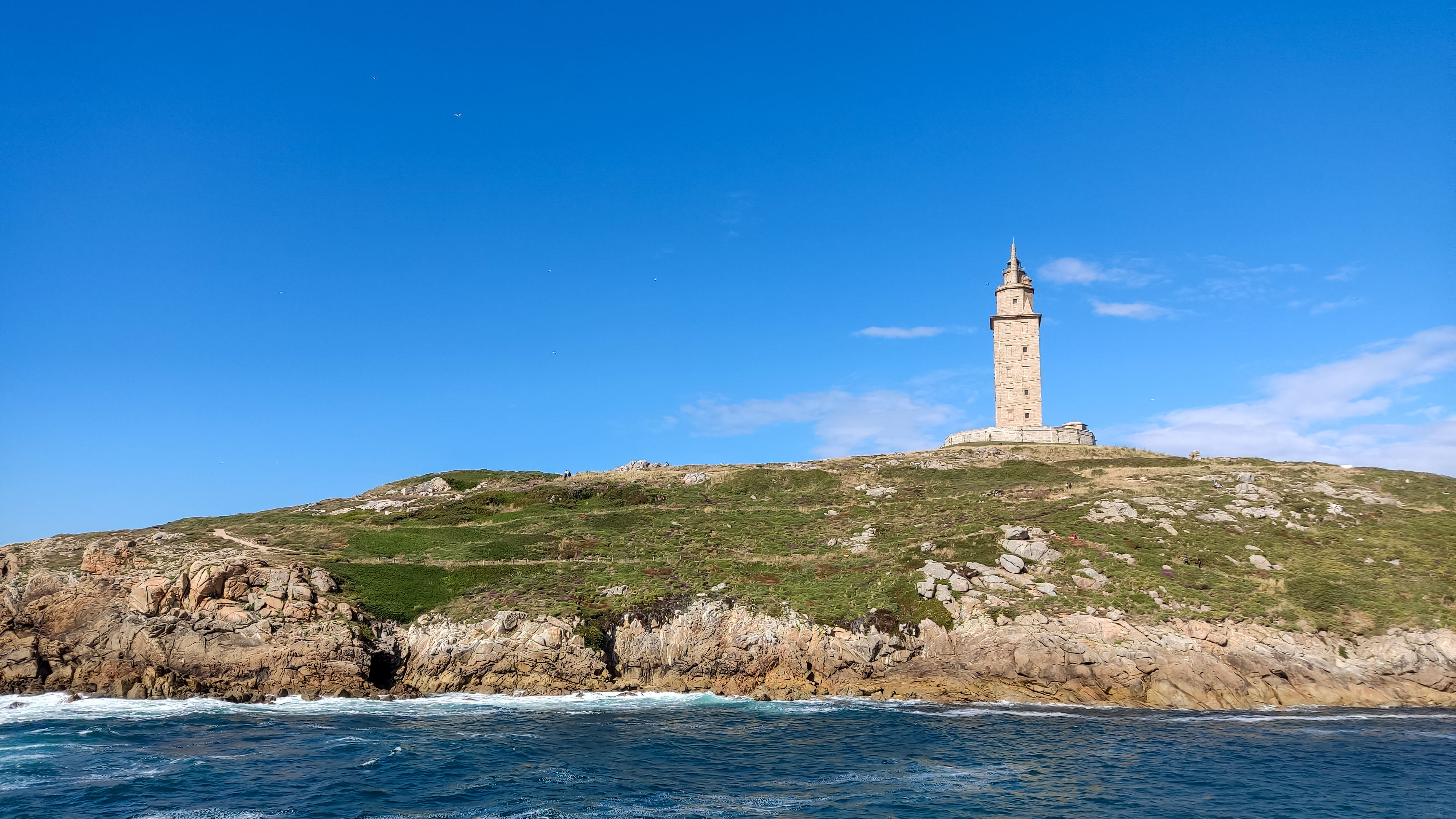
Torre de Hércules vista desde Aquarium.